# R.C. Pro-Am
 (août 2015).
Si vous disposez d'ouvrages ou d'articles de référence ou si vous connaissez des sites web de qualité traitant du thème abordé ici, merci de compléter l'article en donnant les références utiles à sa vérifiabilité et en les liant à la section « Notes et références ».
En pratique : Quelles sources sont attendues ? Comment ajouter mes sources ?
R.C. Pro-Am est une série de jeux vidéo de courses de voitures en vue aérienne isométrique développée par Rare.

## Jeux
- R.C. Pro-Am
- R.C. Pro-Am II
- Super R.C. Pro-Am